# مقاطعة روش (إنديانا)
مقاطعة روش (بالإنجليزية: Rush County, Indiana)‏ هي إحدى مقاطعات ولاية إنديانا في الولايات المتحدة. تأسست سنة 1822، بلغ عدد سكانها 17392 نسمة في عام 2010 حسب إحصاء مكتب تعداد الولايات المتحدة وتصل الكثافة السكانية فيها 16.45 نسمة/كم2.

## أعلام
- كيد مكوي

## وصلات خارجية
- http://rushcounty.in.gov/
- United States Counties